# ズデニェク・ティルシャル
ズデニェク・ティルシャル（チェコ語: Zdeněk Tylšar、1945年4月29日 - 2006年8月18日）は、チェコのホルン奏者。

## 経歴
1945年、ヴラホヴィツェ生まれ。1958年にブルノ音楽院に入学してフランティシェク・ショルツに師事した。卒業後の1964年にチェコ・フィルハーモニー管弦楽団に首席ホルン奏者として入団する。教育者としても1970年代よりプラハ音楽院で教鞭をとり、1997年から教授に昇格した。2006年、プラハにて急逝。

## 受賞・栄典
- 1962年：プラハの春国際音楽コンクールで3位入賞。
- 1968年：プラハの春国際音楽コンクールで優勝。
- 1989年：ミュンヘン国際音楽コンクールで2位入賞。

## 家族・親族
兄のベドルジヒもホルン奏者である。